# Dactylobiotus octavi
Espèce
Dactylobiotus octavi est une espèce de tardigrades de la famille des Murrayidae.

## Distribution
Cette espèce est endémique du Groenland.

## Publication originale
- Guidetti, Altiero & Hansen, 2006 : A new species of freshwater tardigrades from Disko Island (Greenland) increases an unsolved paradox in tardigrade systematics. Hydrobiologia, vol. 558, no 1, p. 69-79.